# Satna
Satna (hindi: हिन्दी में सतना) är en stad i den indiska delstaten Madhya Pradesh och är centralort i ett distrikt med samma namn. Folkmängden beräknades till cirka 330 000 invånare 2018.